# Сосед (коммуна)
Сосе́д (фр. Saucède) — коммуна во Франции, находится в регионе Аквитания. Департамент — Атлантические Пиренеи. Входит в состав кантона Олорон-Сент-Мари-2. Округ коммуны — Олорон-Сент-Мари.
Код INSEE коммуны — 64508.

## География

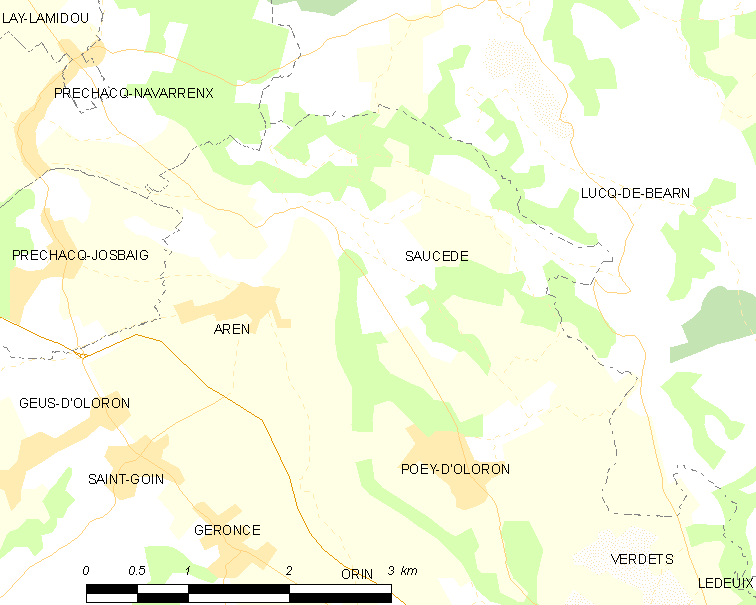
Карта коммуны

Коммуна расположена приблизительно в 670 км к югу от Парижа, в 175 км южнее Бордо, в 26 км к западу от По.
На западе коммуны протекает река Гав-д’Олорон.

### Климат
Климат тёплый океанический. Зима мягкая, средняя температура января — от +5°С до +13°С, температуры ниже −10 °C бывают редко. Снег выпадает около 15 дней в году с ноября по апрель. Максимальная температура летом порядка 20-30 °C, выше 35 °C бывает очень редко. Количество осадков высокое, порядка 1100 мм в год. Характерна безветренная погода, сильные ветры очень редки.

## Население
Население коммуны на 2010 год составляло 129 человек.
| 1962 | 1968 | 1975 | 1982 | 1990 | 1999 | 2010 |
| ---- | ---- | ---- | ---- | ---- | ---- | ---- |
| 204  | 174  | 149  | 125  | 130  | 106  | 129  |

## Администрация
| Период | Период | Фамилия       | Партия | Примечания |
| ------ | ------ | ------------- | ------ | ---------- |
| 1995   | 2001   | Фернан Бейо   |        |            |
| 2001   | 2020   | Мартин Миранд |        |            |

## Экономика
В 2010 году среди 91 человека трудоспособного возраста (15-64 лет) 59 были экономически активными, 32 — неактивными (показатель активности — 64,8 %, в 1999 году было 69,8 %). Из 59 активных жителей работали 58 человек (31 мужчина и 27 женщин), безработным был 1 мужчина. Среди 32 неактивных 6 человек были учениками или студентами, 11 — пенсионерами, 15 были неактивными по другим причинам.

## Фотогалерея

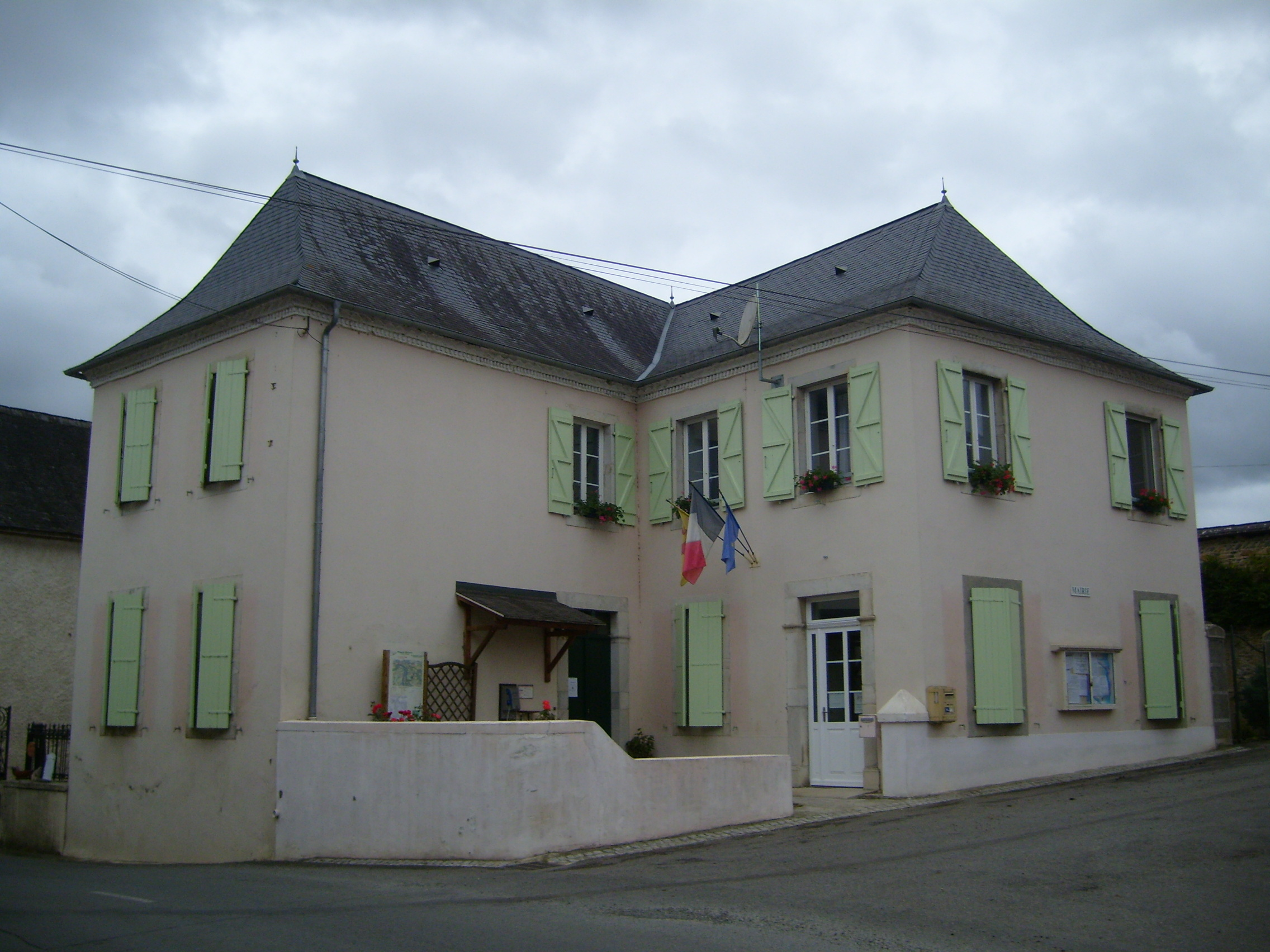
Мэрия
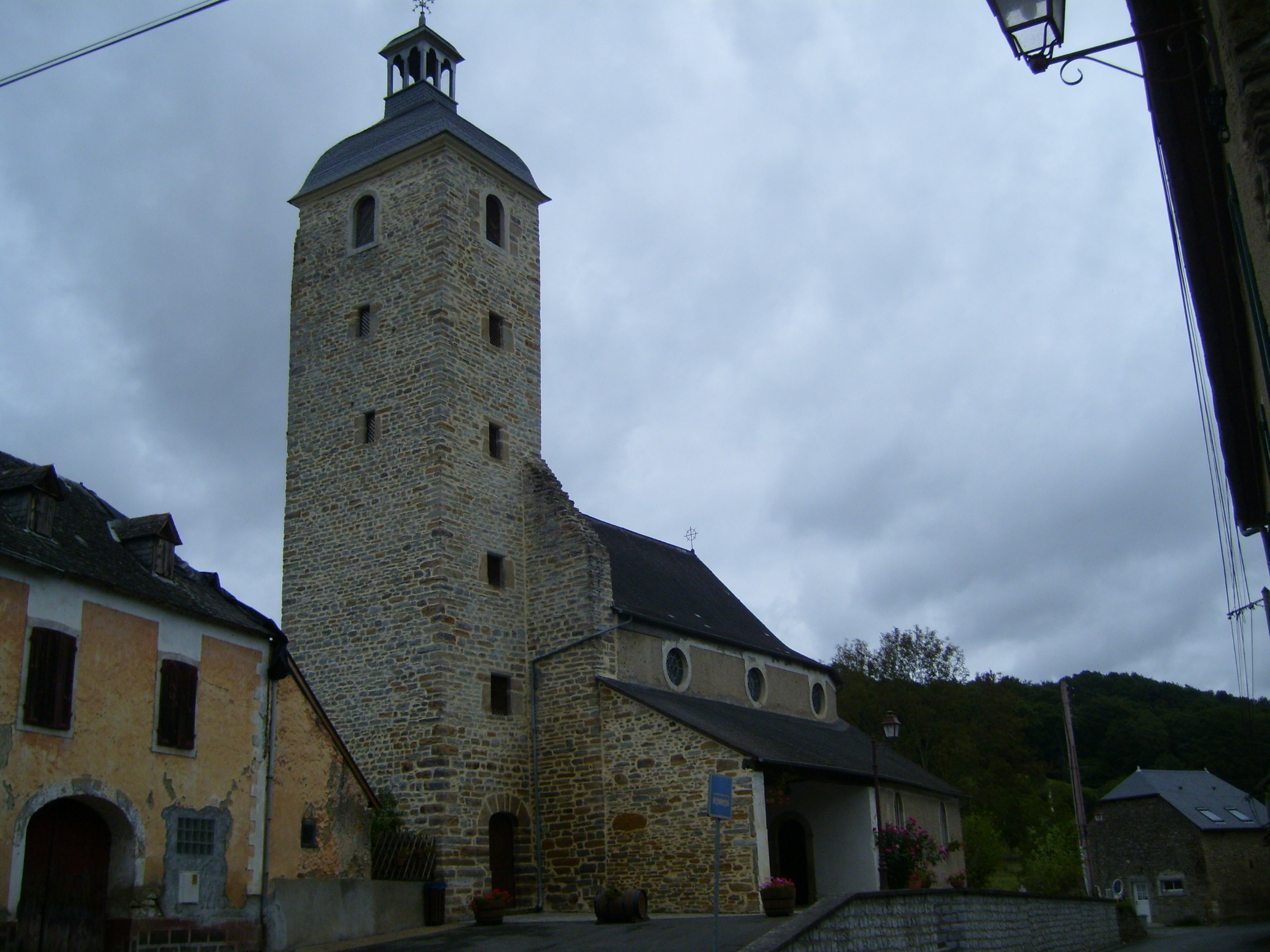
Церковь Св. Иоанна Крестителя